# اسنپی
اسنپی (انگلیسی: Snappy) شرکت فناوری اطلاعات آمریکایی است، که در سال ۲۰۱۵ تأسیس شد.